# Касиваги, Юки
Ю́ки Касива́ги (яп. 柏木由紀 Касиваги Юки, род. 15 июля 1991, Кагосима) — японский идол, певица и актриса, участница японской поп-группы AKB48, бывший капитан команды B. Также по совместительству в группе NGT48, раньше была в NMB48.

## Биография

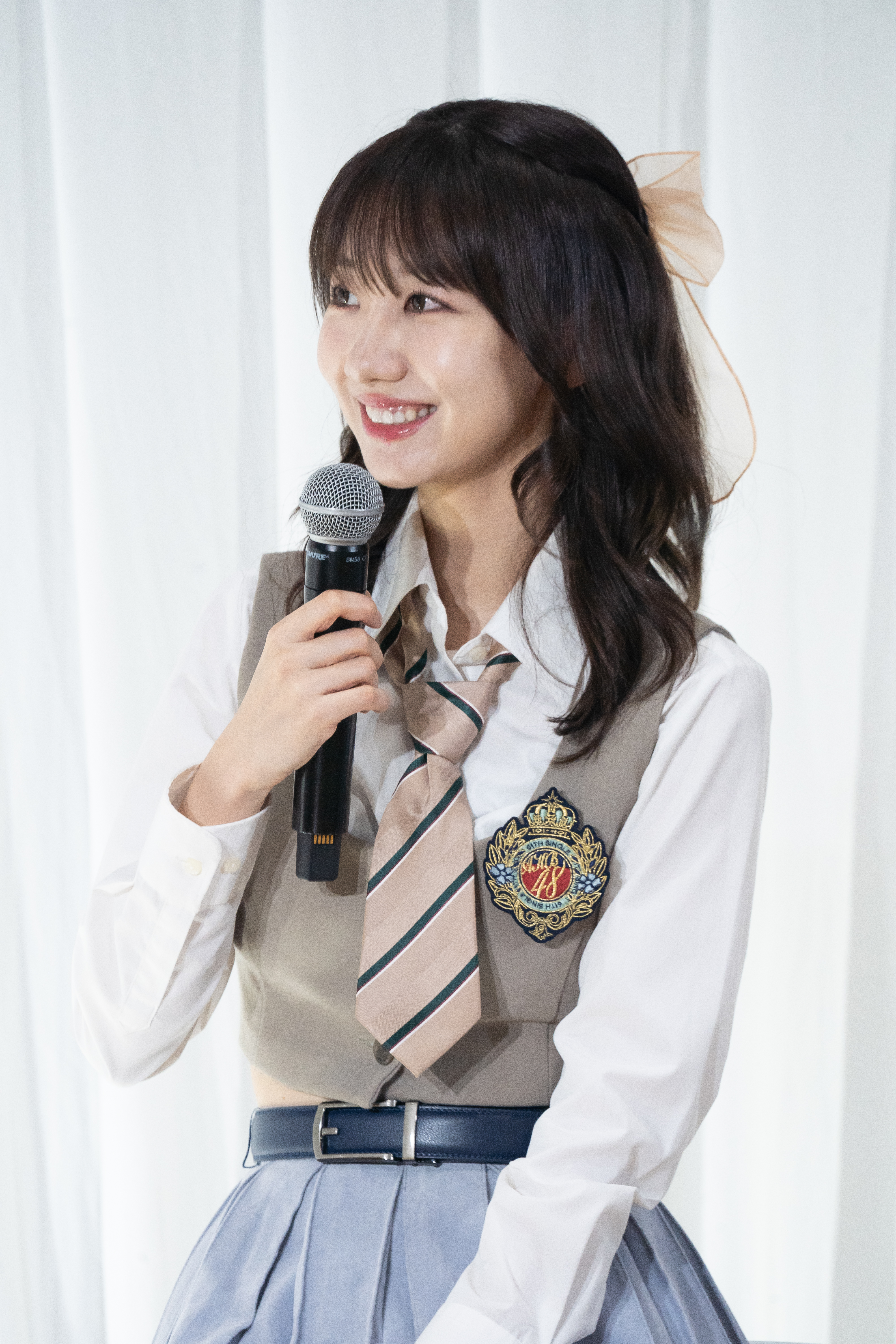

### 2006
Прослушивание в Morning Musume
Во второй половине 2006 года Юки Касиваги приняла участие в прослушивании в 8-е поколение Morning Musume и дошла до 3-го тура, но потерпела неудачу.
Прослушивание в AKB48
Успешно прошла прослушивание в AKB48 в декабре 2006 года и дебютировала в качестве участника Team B на концерте «AKB48 1st Anniversary Live».

### 2007
4 апреля 2007 года состоялось её первое театральное выступление с командой B.

### 2009
В состоявшемся в июне—июле отборе участниц 13-го сингла, «Iiwake Maybe», Юки Касиваги заняла 9 место с 1920 голосами, а в августе 2009 года была назначена капитаном команды B.
20 сентября 2009 года была издана её первая фотокнига.

### 2010
В июне 2010 года заняла 8 место в отборе для участия в 17-м сингле («Heavy Rotation»), набрав 15466 голосов.

### 2013
В июне 2013 года заняла 4 место в отборе для участия в 32-м сингле «Koi Suru Fortune Cookie».

## Дискография

### Сольные синглы
| № | Название                         | Дата выпуска   | Наив. позиция               | Наив. позиция           | Наив. позиция |
| № | Название                         | Дата выпуска   | Oricon Weekly Singles Chart | Billboard Japan Hot 100 |               |
| - | -------------------------------- | -------------- | --------------------------- | ----------------------- | ------------- |
| 1 | «Shortcake» (яп. ショートケーキ) | 6 февраля 2013 | 2                           | 2                       |               |

### Синглы с AKB48
AKB48
- BINGO!
- Sakura no Hanabiratachi 2008 (яп. 桜の花びらたち2008)
- Baby! Baby! Baby!
- Oogoe Diamond (яп. 大声ダイヤモンド)
- 10nen Zakura (яп. 10年桜)
- Namida Surprise! (яп. 涙サプライズ！)
- Iiwake Maybe (яп. 言い訳Maybe)
- RIVER
- Sakura No Shiori (яп. 桜の栞)
- Ponytail to Chouchou (яп. ポニーテールとシュシュ)
- Heavy Rotation (яп. ヘビーローテーション)
- Beginner

## Театральные выступления
Ю́ниты
Team B 1st Stage «Seishun Girls»
- Kinjirareta Futari
- Fushidara na Natsu

Team B 2nd Stage «Aitakatta»
- Namida no Shonan
- Rio no Kakumei
- Koi no Plan
- Senaka kara Dakishimete

Team B 3rd Stage «Pyjama Drive»
- Temodemo no Namida

Team B 4th Stage «Idol no Yoake»
- Kuchi Utsushi no Chocolate

Team B 5th Stage «Theater no Megami»
- Yokaze no Shiwaza

## Фильмография

### Телевизионные сериалы
| Год  |   | Русское название | Оригинальное название | Роль                       |
| ---- | - | ---------------- | --------------------- | -------------------------- |
| 2010 | ф | Majisuka Gakuen  | яп. マジすか学園      | (8 января — 26 марта 2010) |

### Аниме
| Год  |   | Русское название   | Оригинальное название       | Роль                            |
| ---- | - | ------------------ | --------------------------- | ------------------------------- |
| 2008 | ф | Tales of the Abyss | яп. テイルズ オブ ジ アビス | (октябрь 2008 — март 2009, MBS) |
| 2011 | ф | Sket Dance         | яп. スケット・ダンス        |                                 |

### Фотокниги
- Ijou Kashiwagi Yuki Deshita (первая фотокнига Юки Касиваги, сентябрь 2009 года)

## Внешние ссылки
- Официальный сайт AKB48
- Юки Касиваги, профиль на сайте Oricon
- AKB48の現役高校生お天気キャスター・柏木由紀が1st写真集で海初体験！「浮き輪が手放せません」
- Официальный блог